# Diecezja Belluno-Feltre
Diecezja Belluno-Feltre (łac. Diœcesis Bellunensis-Feltrensis, wł. Diocesi di Belluno-Feltre) – diecezja Kościoła rzymskokatolickiego w północno-wschodnich Włoszech, w metropolii Wenecji, w regionie kościelnym Triveneto.

## Historia i terytorium diecezji
Powstała w II wieku jako diecezja Belluno. W 1197 została połączona z diecezją Feltre, lecz w 1492 ponownie stały się one odrębnymi diecezjami. Powtórne połączenie nastąpiło 1 maja 1818, kiedy to po raz drugi powstała diecezja Belluno i Feltre. Podczas reformy administracyjnej Kościoła włoskiego z 30 września 1986 wprowadzono korektę w zapisie jej nazwy, zastępując spójnik "i" półpauzą. Ogromna większość parafii wchodzących w skład diecezji znajduje się na obszarze świeckiej prowincji Belluno. Tylko jedna miejscowość należy do prowincji Pordenone.

## Główne świątynie
- Katedra: Katedra św. Marcina w Belluno
- Konkatedra: Konkatedra św. Piotra Apostoła w Feltre
- Bazyliki mniejsze:
  - Bazylika Świętych Filipa i Jakuba w Cortinie d’Ampezzo
  - Bazylika Świętych Wiktora i Korony w Anzù

## Biskupi diecezjalni (po 1818)
- Luigi Zuppani (1819–1841)
- Antonio Gava (1843–1852)
- Vincenzo Scarpa (1854)
- Giovanni Renier (1855–1871)
- Salvatore Bolognesi (1871–1899)
- Francesco Cherubin (1899–1910)
- Giuseppe Foschiani (1910–1913)
- Giosuè Cattarossi (1913–1944)
- Girolamo Bartolomeo Bortignon OFMCap. (1945–1949)
- Gioacchino Muccin (1949–1975)
- Maffeo Ducoli (1975–1996)
- Pietro Brollo (1996–2000)
- Vincenzo Savio SDB (2000–2004)
- Giuseppe Andrich (2004–2016)
- Renato Marangoni (od 2016)